# As Crazy as It Gets
As Crazy as it Gets é um filme nigeriano de 2015 dirigido por Shittu Taiwo.